# Provincia del Cabo
La provincia de El Cabo, provincia de El Cabo de Buena Esperanza o El Cabo (en afrikáans: Kaapprovinsie, Provinsie Kaap die Goeie Hoop, die Kaap, Kaapland) es una región y antigua división administrativa situada en el sur de la República de Sudáfrica, en el extremo meridional de África, y que en la actualidad está dividida entre las Provincias de El Cabo Septentrional, el Cabo Oriental y el Cabo Occidental. 
Ciudad del Cabo, en El Cabo Occidental, es la ciudad más importante. Otras son Port Elizabeth, East London y Vitenhage en El Cabo Oriental; Kimberley en El Cabo Septentrional y Paarl en El Cabo Occidental.

## Geografía
La mayor parte de la región es una meseta ondulada, con una altitud media de unos 915 m s. n. m. Está limitada al sur por una serie de escarpadas cordilleras que incluyen los montes Drakensberg y Stormberg. Al sur de estas cordilleras hay un vasto altiplano árido, conocido como el Karroo, cuya altitud oscila entre los 305 y los 915 m s. n. m. El Karroo está limitado al sur por cadenas montañosas costeras. El cabo Agulhas, al suroeste del cabo de Buena Esperanza, es el extremo más meridional de África. El río más importante es el Orange, que fluye en dirección oeste hacia el océano Atlántico.
La temperatura media anual en las proximidades de Ciudad de El Cabo son unos templados 16,7 Cº; si bien en las zonas montañosas predominan las temperaturas más bajas, en particular durante la estación invernal. Las precipitaciones de lluvia son más abundantes en la costa meridional; el interior es semiárido.

## Población
Los pueblos de habla bantú, en especial los xhosa, constituyen la mayor parte de la población negra, que alcanza los 1,6 millones de habitantes. Las personas de origen europeo, una ligera mayoría de los cuales son hablantes de la lengua afrikáans, en contraste con los hablantes de inglés, llegan a los 1,3 millones de habitantes aproximadamente. Los mestizos (coloured), personas de padres racialmente mixtos (negros, blancos, asiáticos) y los asiáticos conforman el resto.

## Economía
La principal actividad económica en el territorio de la antigua provincia de El Cabo es la cría de ganado: sus extensas praderas son muy adecuadas para el pastoreo y apacentamiento. Se crían vacas, ovejas, cabras, avestruces, caballos y burros. Los cultivos están limitados, en su mayor parte, a zonas del este, sur y sureste. Entre los principales, se encuentran las vides, los olivos, los cítricos y otras frutas, la avena, la cebada, el trigo y el tabaco.
La minería de diamantes es la principal fuente de riqueza; las minas cercanas a Kimberley están entre las más productivas del mundo. También se explota asbesto azul, estaño, cobre y manganeso. Otras industrias se dedican a la elaboración de vino y brandy, las conservas de frutas, el procesado de alimentos, la elaboración de cerveza, la pesca, la explotación forestal, la manufactura de tejidos, la construcción de materiales, muebles, zapatos y productos metálicos.

## Historia
La colonización europea de la región empezó en 1652, cuando la Compañía Neerlandesa de las Indias Orientales  estableció una colonia, llamada Colonia del Cabo, en la bahía de Mesa, cerca de la actual Ciudad del Cabo. La inmigración neerlandesa a la colonia se acentuó durante el siglo XVIII. En 1795, durante la Revolución francesa (1789-1799), las fuerzas militares británicas se apoderaron de la colonia. En 1803 volvió a quedar bajo control neerlandés pero fue cedida a los británicos en 1806 y se convirtió oficialmente en colonia de Gran Bretaña en 1814.
Varias reformas, que incluían la abolición de la esclavitud (1833), fueron establecidas por los británicos, pero las primeras décadas de su gobierno estuvieron marcadas por una serie de guerras entre los xhosa y otros pueblos de habla bantú y el creciente antagonismo entre los neerlandeses o bóeres, y los sectores británicos de la población. Al sentirse oprimidos bajo el gobierno británico, los bóeres comenzaron el Gran Trek y se establecieron finalmente en las repúblicas de Transvaal y el Estado Libre de Orange.
En 1867, el descubrimiento de diamantes al oeste de Griqualandia, entonces parte de Transvaal, renovó las hostilidades entre los bóeres y los británicos. La Colonia de El Cabo se anexionó Griqualandia Occidental en 1871, y, al año siguiente, el gobierno británico garantizó una autonomía total, excepto en asuntos exteriores y económicos. La colonia se anexó a la República de Sudáfrica de los bóeres (Transvaal) en 1877; pero, al encontrar una resistencia encarnizada, se retiró en 1881.
En 1890 Cecil Rhodes se convirtió en el primer ministro de la Colonia de El Cabo, y las relaciones entre los británicos y los bóeres se deterioraron. Rhodes dimitió en 1896, pero tres años más tarde comenzó la Guerra Bóer. La victoria británica creó las condiciones favorables para el establecimiento de un dominio federal en Sudáfrica. En 1910 las colonias británicas de Sudáfrica se confederaron en la Unión Sudafricana (actualmente la República de Sudáfrica), y la Colonia de El Cabo se convirtió en la Provincia del Cabo de Buena Esperanza (o Provincia del Cabo). En 1994, con la celebración de las primeras elecciones libres en Sudáfrica, la Provincia de El Cabo fue dividida en tres provincias: El Cabo Septentrional, El Cabo Oriental y El Cabo Occidental.